# 平和町 (前橋市)
平和町（へいわまち）は、群馬県前橋市の地名。平和町一丁目から平和町二丁目がある。郵便番号は371-0027。2013年現在の面積は0.22km2。

## 地理
市の中央部に位置している。

### 河川
- 広瀬川

### 隣接地区
北は昭和町、東は住吉町に、西南は広瀬川を隔てて岩神町、大手町に接している。

## 歴史
1965年に前橋市神明町、向町、岩神町、琴平町の各一部が合併し成立した地名である。

### 年表
- 1965年向町、神明町、岩神町の各一部から平和町一丁目、平和町二丁目が成立。

## 世帯数と人口
2017年（平成29年）8月31日現在の世帯数と人口は以下の通りである。
| 丁目         | 世帯数  | 人口    |
| ------------ | ------- | ------- |
| 平和町一丁目 | 332世帯 | 688人   |
| 平和町二丁目 | 247世帯 | 525人   |
| 計           | 579世帯 | 1,213人 |

## 小・中学校の学区
市立小・中学校に通う場合、学区は以下の通りとなる。
| 丁目         | 番地 | 小学校             | 中学校             |
| ------------ | ---- | ------------------ | ------------------ |
| 平和町一丁目 | 全域 | 前橋市立敷島小学校 | 前橋市立第三中学校 |
| 平和町二丁目 | 全域 | 前橋市立敷島小学校 | 前橋市立第三中学校 |

## 交通

### 鉄道
鉄道駅はない。

### 道路
国道、県道ともに通っていないが、近隣に国道17号が通っている。

## 施設
- 前橋市立第三中学校
- 前橋平和郵便局